# NGC 7072
NGC 7072 ist eine Balken-Spiralgalaxie vom Hubble-Typ SBcd im Sternbild Kranich am Südsternhimmel. Sie ist schätzungsweise 221 Millionen Lichtjahre von der Milchstraße entfernt und hat einen Durchmesser von etwa 60.000 Lichtjahren.
Im selben Himmelsareal befindet sich die Galaxie NGC 7070.
Das Objekt wurde am 5. September 1834 von John Herschel entdeckt.